# Стандартно състояние
Стандартно състояние в химията, на даден материал (чисто вещество, смес или разтвор) е отправна точка, използвана за изчисляване на термодинамичните му свойства при различни условия. По принцип изборът на стандарт не е строго определен, макар че Международният съюз за чиста и приложна химия (IUPAC) препоръчва конвенционален набор от стандартни стойности. 
IUPAC препоръчва използването на стандартно налягане 1 бар (100 килопаскала). Строго погледнато, температурата не е част от определението на стандартното състояние. Повечето маси на термодинамичните количества са определени най-често за температура от 298,15 K (точно 25 °C) или, малко по-рядко, от 273,15 K (точно 0 °C). Стандартното състояние не трябва да се бърка със стандартни температура и налягане за газове, нито със стандартните разтвори, използвани в аналитичната химия.
За даден материал или вещество, стандартното състояние е референтно състояние за термодинамичните свойства на материала като енталпия, ентропия, свободна енергия на Гибс, както и за много други стандартни параметри. Стандартната промяна на енталпията на формация за един елемент в стандартния си вид е равна на нула, и позволява да бъдат изчислени широк диапазон термодинамични параметри на други количества. Стандартното състояние на дадено вещество не е задължително да съществува в природата: например, възможно е да се изчислят стойности за пара при 25 °C и 1 бар, макар при тези условия да не съществува пара като газ. Предимството на тази практика е, че таблиците на термодинамичните свойства, изготвени по този начин, са последователни.